# 慶普
庆普（？—？），字孝公，沛（今江苏省沛县东）人，西汉经学家。今文《礼》学“庆氏学”开创者。

## 生平
庆普曾任東平王劉宇太傅。庆普与戴德、戴圣一起向后苍学今文《禮》學《后氏曲台礼》，汉宣帝時立爲博士，为西汉今文礼学《庆氏学》的开创者。於是《礼》有“大戴、小戴、庆氏之学”。一说庆氏《礼》未立于学官。授其學於鲁人夏侯敬、王临、董鈞等人，又传族子庆咸。东汉有曹充传其学。曹充的儿子曹褒作《通义》十二篇，演经杂论百二十篇，又传《礼记》四十九篇，教授诸生千余人，庆氏学得以大行。

## 後裔
漢安帝朝人賀純因避諱改姓，侄子賀齊為孫吳名將，齊孫賀邵為吳末重臣，邵子賀循為東晉重臣。